# 金鐘奨
金鐘奨（きんしょうしょう、正体字: 金鐘獎, 英語: Golden Bell Awards）は、1965年に創設された台湾の放送文化（テレビおよびラジオ）に関する賞。大きく分けて、テレビ部門の「電視金鐘奬」とラジオ部門の「廣播金鐘獎」からなっている。日本において「金鐘奬」が語られるときは、電視金鐘奬に限定していることが多く、｢台湾エミー賞｣とも称される。

## 部門
- 連続ドラマ作品賞
- 単発ドラマ作品賞
- バラエティ作品賞
- 音楽バラエティ作品賞
- 連続ドラマ主演男優賞
- 連続ドラマ主演女優賞
- 連続ドラマ助演男優賞
- 連続ドラマ助演女優賞
- 単発ドラマ主演男優賞
- 単発ドラマ主演女優賞
- 単発ドラマ助演男優賞
- 単発ドラマ助演女優賞
- 連続ドラマ監督賞
- 単発ドラマ監督賞
- 連続ドラマ脚本賞
- 単発ドラマ脚本賞
- バラエティ司会者賞
- 音楽バラエティ司会者賞
- ヒットドラマ賞

などの部門がある。